# Tití lleó daurat
El tití lleó daurat (Leontopithecus rosalia) és una espècie de primat de la família dels cal·litríquids que viu als boscos costaners atlàntics del Brasil.